# 瓢簞池 (浅草)
瓢簞池（ひょうたんいけ）は、東京都台東区浅草にかつて存在した日本の池。浅草公園四区の林泉地にあり、浅草の情緒的な象徴として親しまれた。この場所には古くから瓢簞池と呼ばれる池が存在したが、1882年（明治15年）から1883年（明治16年）にかけて、浅草公園の整備に伴い、新たに「大池」が開削されて作られた。俗に、新たにできたこの大池を指して「瓢簞池」と呼ばれた。第二次世界大戦後、戦災で焼失した浅草寺本堂の再建費用の捻出のため、池の土地が売却され、1951年（昭和26年）に埋め立てられた。

## 歴史

### 池の掘削
浅草一帯は古来より池沼が多く、現在（1962年）の雷門郵便局附近に猿枝ガ池（さえがいけ）、台東区立浅草小学校の西側に達磨ガ池などがあった。この二つを含め、これらの池沼は江戸時代に多くが埋め立てられたが、明治時代になっても一部は残存し、現在の花やしきの前にも古くからの瓢簞池が残されていた。この池は橋を挟んだ北側が65坪、南側が289坪ほどで、淡島の池と呼ばれる別の池の水が、九十九川（つくもがわ）として流れ込んでいた。
1873年（明治6年）1月15日に、明治政府は欧米に倣って東京の5ヶ所に公園地を指定し、その一つとして浅草寺境内には浅草公園が設置された。しかし浅草寺の境内は国家を代表する公園にしては狭隘で、雑多な見世物小屋や茶店も非文明的であるとされた。そこで東京市はこの場所を公園らしく整備するため、寺領の火除け地である田圃を埋め立てて奥山の見世物小屋や茶店を移転させ、新たに興行地を造成することとした。しかし一帯が湿地であることから埋め立て用の土が不足しており、「池を掘って、その土を使用するほかあるまい」と結論された。
こうして、従来の瓢簞池に続き、現在の六区興行街寄りに新たな池が開削されることとなり、1882年（明治15年）9月25日から工事が始められた。この工事は伊藤某という人物が請け負い、多数の囚人を使役して行ったとされる。翌1883年（明治16年）5月28日には、埋め立て工事はほぼ完了した。
この新たな池の名は「大池」であったが、こちらも形は瓢簞形であり、通称は「ひょうたん池」として知られた。
渋沢青花は、「大小二つの池が並んでいて、まんなかのところでつながっていた。わたしたちはこれを瓢簞池とよんでいた」、『台東区史』は「たまたま両者が混同されたものである」としている。大池の中央には約243坪の「中の島」があり、東西を橋で繋いでいた。大池の北側は約774坪、南側は約617坪の面積で、旧瓢簞池の354坪を合わせると計1,825坪の池となった。
山本笑月は『明治世相百話』で、この掘削の際に「意外にも赤ニシや法螺の貝が大小数十個現われた」ことから、2、3人の人々が民間で初めての水族館を開設することを思いつき、入口をこれらの貝で飾り立てた平屋建ての水族館を開設し、1年ほど続いたという話を紹介している。

### 浅草と共に

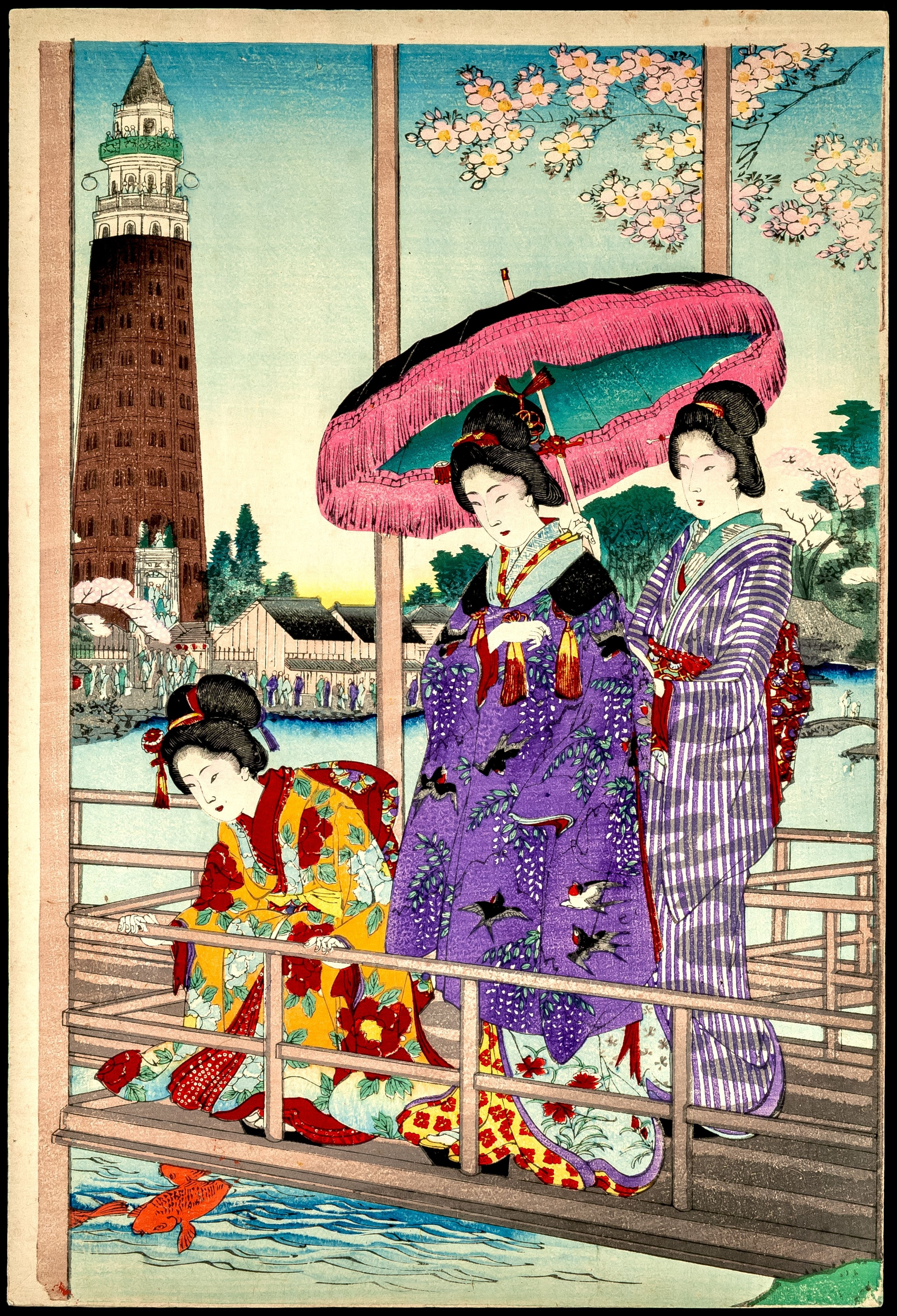
楊洲周延『浅草公園遊覧之図』（1891年、一部）に描かれた大池。

こうして造成された大池を加えた大小二つの池は、浅草寺の新たな防火地帯となると共に、景勝地や、都民のオアシスとしての役割も果たした。
大池に架けられた板橋の上には藤棚が設けられ、池には緋鯉が泳いでいた。周囲には2、3軒の茶店もあり、鯉にやるための丸い麩が、糸で念珠のように繋いで売られていたという。一方で小さいほうの旧瓢簞池は岸にスッポンが上がっており、周囲にある茶畑の間を散歩道が通じているというもので、渋沢によれば大池とは「まったく趣きを異にした池だった」とされる。夏になると、池には納涼船や演芸船が浮かべられた。
第二次世界大戦中には、瓢簞池は浅草区公園町会により、「ガソリンポンプの十台や二十台持つて来たつてビクともする池ではない」として、防空用の用水池として想定されていた。終戦直後の食糧不足の頃には、大池の鯉や鮒も捕らえられて食べられてしまったという。

### 埋め立て
1945年（昭和20年）3月10日の東京大空襲で、浅草寺は本堂を焼失した。戦後、浅草寺は再建の基礎工事費を捻出するため、大池と瓢簞池を埋め立て、歓楽街用地として売却することとした。この決定には地元民のみならず、全国の浅草を愛する人々から猛反対の声が上がったとされる。
しかし結局、1951年（昭和26年）11月13日から埋め立て工事が開始され、土地は約2億円で売却された。本堂の再建予算は約4億円であったため、同年6月から始まった本堂再建工事の費用の半分を賄うことができた。
小林栄は、池の愛着を抱く人々は非常に惜しんだとする一方で、「一方にはまた悪臭をはなつ汚水の溜りと化した非衛生なものは、すでにその存在価値はないとする説もありました」と述べている。網野宥俊は、「その後池の冥福を祈った小祠が、淡島池畔に建てられたけれども誰にも知られていない」としている。
瓢簞池消失後、跡地の南端には、1952年（昭和27年）9月1日に東宝が「浅草宝塚劇場」を開館させ、隣接地には同じく東宝傘下の「浅草楽天地スポーツランド」が1954年（昭和29年）4月1日にオープンした。跡地の北半分には1959年（昭和34年）11月3日に、株式会社新世界による「新世界」がオープンした。
小さい方の旧瓢簞池の跡地は、「初音小路」と呼ばれる一角となり、新世界の駐車場や飲食街が設けられたが、2013年（平成25年）の時点で藤棚が現存しており、これは瓢簞池時代のものとされる。